# Mut (Egipt)
Mut (arab. ‏موط‎) – miasto w Egipcie, w muhafazie Nowa Dolina. W 2006 roku liczyło 20 439 mieszkańców. Leży w oazie Ad-Dachila.